# Лаура Пена
Лаура Пена (ісп. Laura Pena; нар. 1 листопада 1979) — колишня іспанська тенісистка.
Найвищу одиночну позицію світового рейтингу — 158 місце досягла 23 червня 1997, парну — 254 місце — 13 вересня 1999 року.

## Біографія
Пенья виросла в Севільї. Лаура входила до топ-50 світового юніорського рейтингу. У 1996 році  стала чемпіонкою Іспанії з тенісу.
Пена здобула п’ять титулів ITF в одиночному розряді, три з яких були на турнірах із призовим фондом $25,000. Найуспішнішим для неї став 1997 рік, коли вона пройшла кваліфікацію до основних сіток турнірів WTA у Болі та Кардіффі, а також отримала вайлд-кард на WTA Madrid Open 1997.

## Фінали ITF

### Одиночний розряд (5–5)
| Легенда                   |
| ------------------------- |
| турніри $25,000           |
| $10,000 / турніри $15,000 |

| Результат | Ранг | Дата              | Турнір                    | Покриття | Суперниця              | Рахунок       |
| --------- | ---- | ----------------- | ------------------------- | -------- | ---------------------- | ------------- |
| Перемога  | 1.   | 15 липня 1996     | Більбао, Іспанія          | Ґрунт    | Нірупама Санджив       | 1–6, 6–4, 7–5 |
| Поразка   | 2.   | 24 листопада 1996 | Майорка, Іспанія          | Ґрунт    | Ева Бес                | 3–6, 5–7      |
| Перемога  | 3.   | 16 лютого 1997    | Калі (місто), Колумбія    | Ґрунт    | Сільвія Плішке         | 7–6, 6–3      |
| Поразка   | 4.   | 6 грудня 1998     | Майорка, Іспанія          | Ґрунт    | Юлія Вакуленко         | 4–6, 1–6      |
| Перемога  | 5.   | 7 березня 1999    | Албуфейра, Португалія     | Тверде   | Ана Салас Лосано       | 6–3, 6–1      |
| Перемога  | 6.   | 25 квітня 1999    | Барі, Італія              | Ґрунт    | Оана Елена Голімбйоскі | 2–6, 6–4, 6–1 |
| Поразка   | 7.   | 9 травня 1999     | Афіни, Греція             | Ґрунт    | Анхелес Монтоліо       | 0–6, 2–6      |
| Поразка   | 8.   | 10 жовтня 1999    | Жирона, Іспанія           | Ґрунт    | Нурія Льягостера Вівес | 2–6, 3–6      |
| Поразка   | 9.   | 27 березня 2000   | Куарту-Сант'Елена, Італія | Ґрунт    | Ева Фіслова            | 6–4, 1–6, 5–7 |
| Перемога  | 10.  | 9 квітня 2000     | Кальярі, Італія           | Ґрунт    | Аліче Канепа           | 6–2, 6–4      |

### Парний розряд (1–1)
| Результат | Ранг | Дата           | Турнір             | Покриття | Партнерка              | Суперниці                              | Рахунок  |
| --------- | ---- | -------------- | ------------------ | -------- | ---------------------- | -------------------------------------- | -------- |
| Поразка   | 1.   | 11 лютого 1996 | Майорка, Іспанія   | Ґрунт    | Нурія Льягостера Вівес | Юлія Абе Анке Рос                      | 4–6, 2–6 |
| Перемога  | 2.   | 12 квітня 1999 | Сан-Северо, Італія | Ґрунт    | Наташа де Крамер       | Оана Елена Голімбйоскі Міхаела Модован | 7–5, 6–0 |